# Feel Good Inc.
Feel Good Inc. – pierwszy singel z drugiej płyty zespołu Gorillaz Demon Days. Został wydany 9 maja 2005 roku.
Jest ona wykonywana razem z zespołem De La Soul, który wystąpił gościnnie na albumie.

## Lista utworów
- 7" R6663

1. „Feel Good Inc.”
2. „68 State”

- CD CDR6663

1. „Feel Good Inc.”
2. „Spitting Out the Demons”

- DVD DVDR6663

1. „Feel Good Inc.” (video)
2. „Spitting Out the Demons”
3. „Bill Murray”

## 30 Ton Lista Przebojów
| 30 Ton Lista Przebojów |           |       |       |       |       |       |       |       |       |
| Data notowania (2005)  | 11/06     | 18/06 | 25/06 | 02/07 | 09/07 | 16/07 | 23/07 | 30/07 | 06/08 |
| Pozycja                | 10 nowość | 10    | 15    | 9     | 15    | 15    | brak  | 23    | 26    |